# T. N. Seshan

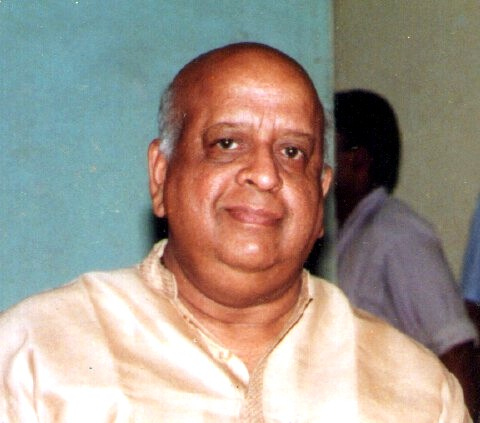
T.N. Seshan (1994)

Tirunellai Narayana Iyer Seshan (* 15. Dezember 1932 im Distrikt Palakkad, Präsidentschaft Madras, Britisch-Indien, heute: Bundesstaat Kerala; † 10. November 2019 in Chennai, Tamil Nadu) war ein indischer Regierungsbeamter, der 1989 für einige Monate Kabinettsekretär des Kabinett Rajiv Gandhi sowie von 1990 bis 1996 Vorsitzender der Wahlkommission (Chief Election Commissioner of India) war und hierfür 1996 mit dem Ramon-Magsaysay-Preis in der Kategorie Government Service ausgezeichnet wurde. Bei der Präsidentschaftswahl am 14. Juli 1997 bewarb sich der Tamile Seshan für das Amt des Präsidenten der Republik Indien, unterlag aber K. R. Narayanan überdeutlich.

## Leben

### Regierungsbeamter und Kabinettsekretär
Tirunellai Narayana Iyer Seshan besuchte das Basel Evangelical Mission Higher Secondary School in Palakkad sowie das dortige Government Victoria College. Zu seinen Mitschülern gehörte der Ingenieur E. Sreedharan. Danach begann er ein Physikstudium am Madras Christian College, das er 1950 mit einem Bachelor of Science (B.Sc. Physics) beendete. Nachdem er dort bis 1952 als Physiklehrer tätig gewesen war, absolvierte er zunächst das Eingangsexamen für den Polizeidienst sowie 1954 das Examen für den Regierungsdienst IAS (Indian Administrative Service), in den er 1955 eintrat. Nach verschiedenen Verwendungen in Coimbatore, Dindigul, Madras sowie im Distrikt Madurai begann er mit Unterstützung durch ein Edward-Sagendorph-Mason-Stipendium an der Harvard University ein postgraduales Studium im Fach Verwaltungswissenschaft, das er 1968 mit einem Master of Science (M.Sc. Public Administration) abschloss. Nach seiner Rückkehr wurde er 1969 zunächst Sekretär der Atomenergiekommission sowie zwischen 1972 und 1976 Gemeinsamer Sekretär im Raumfahrtministerium. Im Anschluss wechselte er als Staatssekretär für Industrie und Landwirtschaft in die Regierung des Bundesstaates Tamil Nadu, trat aber von diesem Amt nach Meinungsverschiedenheiten mit dem damaligen Chief Minister von Tamil Nadu M. G. Ramachandran 1978 zurück. Nachdem er im Anschluss zwischen 1978 und 1980 Mitglied der Kommission für Öl und Gas (Oil and Natural Gas Commission) war, fungierte er von 1980 bis 1985 wieder als Sekretär im Raumfahrtministerium. Im Anschluss bekleidete er zwischen 1985 und 1988 den Posten als Sekretär im Ministerium für Umwelt und Forsten sowie von 1988 bis 1989 als Sekretär im Verteidigungsministerium.
Am 27. März 1989 wurde T. N. Seshan als Nachfolger von B. G. Deshmukh Kabinettsekretär (Cabinet Secretary) des Kabinett Rajiv Gandhi und übernahm damit den höchsten Posten innerhalb des Indian Administrative Service. Er verblieb in dieser Funktion bis zum 23. Dezember 1989 und wurde dann von Vinod Chandra Pande abgelöst, der später Gouverneur von Bihar, Jharkhand und Arunachal Pradesh wurde.

### Vorsitzender der Wahlkommission, Ramon-Magsaysay-Preis und erfolglose Präsidentschaftskandidatur
Nach einer darauf folgenden Mitgliedschaft in der Planungskommission wurde Seshan am 12. Dezember 1990 Nachfolger von V. S. Ramadevi als Vorsitzender der Wahlkommission (Chief Election Commissioner of India) und verblieb sechs Jahre lang in dieser Funktion bis zu seiner Ablösung durch Manohar Singh Gill am 11. Dezember 1996. Er leitete mehrere Wahlreformen ein, durch die Missstände beseitigt und Transparenz geschaffen wurden. Seine Reformen haben im Großen und Ganzen das Gesicht der indischen Wahlen verändert. Bekannt wurde insbesondere die Durchsetzung des „Model Code of Conduct“, in dem strenge Maßnahmen gegen jeden Politiker, der versuchte, diese Bestimmungen zu missachten. Während seiner Amtszeit als Chief Election Commissioner fanden die Parlamentswahl 1991, die Parlamentswahl 1992 im Punjab, die Parlamentswahl 1996 sowie ferner die Präsidentschaftswahl am 13. Juli 1992 statt. Für seine Verdienste als Vorsitzender der Wahlkommission wurde er 1996 mit dem Ramon-Magsaysay-Preis in der Kategorie Government Service ausgezeichnet.
Bei der Präsidentschaftswahl am 14. Juli 1997 bewarb sich der Tamile Seshan als Kompromisskandidat der Opposition für das Amt des Präsidenten der Republik Indien. Als Chief Election Commissioner hatte er sich überparteilich Ansehen erworben, indem er die Effizienz, Transparenz und Gesetzeskonformität der Indischen Wahlkommission erheblich gesteigert hatte. Allerdings war Seshan aufgrund seines häufig wenig diplomatischen und rücksichtsvollen Auftretens während seiner Amtszeit als Wahlleiter nicht unumstritten. Letztlich unterlag er aber dem bisherigen Vizepräsidenten K. R. Narayanan überdeutlich. Während auf Narayan 956.290 Stimmen (94,97 Prozent) entfielen, erhielt T. N. Seshan lediglich 50.631 Stimmen (5,03 Prozent). Dies entsprach 4231 Stimmen für Narayan im Wahlkollegium gegenüber 240 Stimmen zu Gunsten von Seshan.
Er war von 1959 bis zu deren Tode 2018 mit Jayalakshmi Seshan verheiratet.

## Weblink
- Former Chief Election Commissioner TN Seshan, man behind India’s electoral reforms, passes away. Seshan has been credited for several electoral reforms including ending malpractices and bringing transparency to the electoral process. In: The New Indian Express vom 10. November 2019